# Mireille Robert
Mireille Robert (ur. 1 marca 1962 w Orthez) – francuska polityk reprezentująca partię La République En Marche! W wyborach parlamentarnych w czerwcu 2017 r. została wybrana do francuskiego Zgromadzenia Narodowego, w którym reprezentuje departament Aude.